# بائکسئوکسان
بائکسئوکسان (به لاتین: Baekseoksan) یک کوه در کره جنوبی است که در کره جنوبی واقع شده‌است. بائکسئوکسان ۱٬۳۶۴٫۶ متر بالاتر از سطح دریا واقع شده‌است.